# 4511 Rembrandt
För andra betydelser, se Rembrandt (olika betydelser).
4511 Rembrandt eller 1935 SP1 är en asteroid i huvudbältet som upptäcktes den 28 september 1935 av den holländske astronomen Hendrik van Gent i Johannesburg. Den har fått sitt namn efter den nederländske målaren Rembrandt Harmenszoon van Rijn.
Asteroiden har en diameter på ungefär 8 kilometer.